# Niagara Gorge
Niagara Gorge är en dal i Kanada.   Den ligger i provinsen Ontario, i den sydöstra delen av landet, 400 km sydväst om huvudstaden Ottawa.
Runt Niagara Gorge är det i huvudsak tätbebyggt. Runt Niagara Gorge är det tätbefolkat, med 383 invånare per kvadratkilometer.